# Doriana De Palo
Teodora De Palo, detta Doriana (Bari, 19 giugno 1991), è una calciatrice italiana, di ruolo difensore, dall'estate 2016 svincolata.

## Palmarès

### Club
- Campionato italiano di Serie B: 2

Pink Sport Time: 2013-2014 (secondo livello)
Pink Sport Time: 2009-2010 (terzo livello)